# Jabiru Aircraft
 (mai 2017).
Si vous disposez d'ouvrages ou d'articles de référence ou si vous connaissez des sites web de qualité traitant du thème abordé ici, merci de compléter l'article en donnant les références utiles à sa vérifiabilité et en les liant à la section « Notes et références ».
Pour les articles homonymes, voir Jabiru (homonymie).
Jabiru Aircraft Pty Ltd est un constructeur d'avions et de moteurs d'avions australien situé à Bundaberg, dans le Queensland.
La société conçoit et produit des ULM, avions deux places et quatre places.
Les avions sont construits en grande partie de matériaux composites avec généralement un train d'atterrissage tricycle, bien que des versions avec un train classique soient disponibles. 

## Histoire

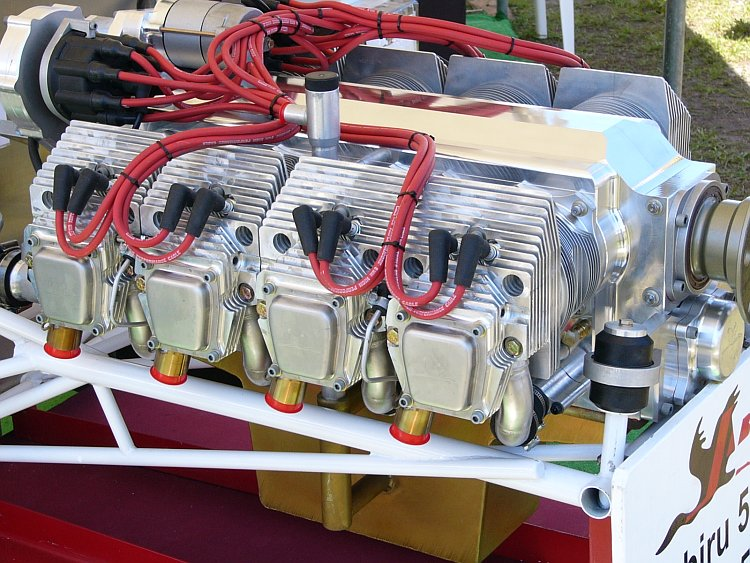
Moteur Jabiru 5100 huit cylindres

La société a été fondée en 1988 par Rodney Raide et Phil Ainsworth. En date de 2023, elle annonce plus de plus de 2 000 avions et 7 000 moteurs produits à ce jour.

## Moteurs
Jabiru produit sa propre gamme  de moteurs à quatre temps.
- Jabiru 1600 : 60 hp (45 kW) à quatre cylindres opposés horizontalement
- Jabiru 2200 : 80 hp (60 kW) ou 85 hp (63 kW) à quatre cylindres opposés horizontalement
- Jabiru 3300 : 120 hp (89 kW) à six cylindres opposés horizontalement
- Jabiru 5100 : 180 hp (134 kW) à huit cylindres opposés horizontalement